# Walter Oelschner
Walter Oelschner (Pseudonym: Martin Tobias, * 1911 in Lenkerbeck, Landkreis Gelsenkirchen; † 17. Dezember 1990) war ein deutscher protestantischer Theologe und Schriftsteller.

## Leben und Wirken
Walter Oelschner absolvierte an der Missionsschule der Neukirchener Mission in Neukirchen eine Ausbildung zum Missionar. Ab 1936 war Oelschner, der während des Dritten Reiches auch in der Bekennenden Kirche aktiv war, in der inländischen Jugendmission tätig. Er verfasste zahlreiche Missionserzählungen und gab von 1937 bis 1941 eine Missionszeitschrift für Jugendliche mit dem Titel Tole heraus, danach von den 1940ern bis in die 1960er die missionarische Heftreihe Auf den Straßen der Welt. Nach dem Zweiten Weltkrieg wirkte Oelschner als Stadtjugendpfarrer in Frankfurt am Main; von 1963 bis 1967 war er Missionsleiter der Neukirchener Mission und von 1967 bis 1976 Pfarrer im hessischen Massenheim.

## Werke
- Mit beiden Händen an der Arbeit, Neukirchen 1936
- Im Bergland Uha, Neukirchen 1938
- Kurs auf Feuerland, Stuttgart 1938
- Leben am Seil, Stuttgart 1938
- Marsch in die Welt, Berlin 1938
- Pastor Ludwig Doll, Vater der Waisen und Freund der Heiden, Neukirchen 1938
- Der Pfadfinder Gottes (David Livingstone), Stuttgart [u. a.] 1938
- Ein Buch erobert die Welt, Bad Salzuflen 1939
- Fünf Jungen kaufen eine Glocke, Stuttgart 1939
- Im Birkenkahn und Hundeschlitten, Stuttgart [u. a.] 1939
- Der Luftboy. Im Heerbann des Christ, Wuppertal 1939
- Der Verräter von Nias, Stuttgart 1939
- Ludwig Nommensen, der Pionier auf Sumatra, Stuttgart 1940
- Der Späher von Natal, Wuppertal-Elberfeld 1940
- Matthäi am Letzten, Stuttgart 1946
- Regen aus der Tiefe, Stuttgart 1946
- Die sonderbare Rache der Schwarzfußindianer, Stuttgart 1946
- Hans Egede, Stuttgart 1947
- Samuel Hebich, Stuttgart 1947
- Der Brunnen, Bielefeld 1948
- Die hinkende Krähe, Stuttgart [u. a.] 1948
- Die Tigerkinder, Stuttgart 1949
- Treue Knechte, Stuttgart 1949
- Die schmale Brücke, Stuttgart 1951
- Der schwimmende Käfig, Wuppertal-Vohwinkel 1951
- Allen Gardiner, Stuttgart 1952
- Theo und sein Düsenjäger, Wuppertal-Vohwinkel 1952
- Die grüne Katze, Lahr/Baden 1953
- Landung in Osu, Stuttgart 1959
- Wer ist dieser Herr?, Stuttgart 1961
- Da fanden wir Brüder, Duisburg-Ruhrort 1967
- Feste Pfeiler, Duisburg-Ruhrort 1968
- Die Rache der weißen Schlange und andere spannende Missionserzählungen, Duisburg-Ruhrort 1968
- Die lustigen Streiche und Abenteuer des Kapitän Tack-Tack, Stuttgart 1974 (unter dem Namen Martin Tobias)
- Report von der Nashornfarm, Neuendettelsau 1974
- Die Vogelfalle, Konstanz 1976
- Gemeinde auf dem Zebrastreifen, Massenheim 1978
- Unter dem Kugelkreuz, Frankfurt am Main 1980
- Kein ander Heil, Wächtersbach-Weilers 1983
- Grundlagen des Lebens, Wesel 1986 (zusammen mit Friedrich Meisinger)
- Gepflanzt an den Wasserbächen, Wächtersbach 1990

- Mit Wilhelm Ackermann: Das evangelische Kelsterbach 1558–1958. Kelsterbach a. M. 1958.